# Gigantodax rufinotum
Gigantodax rufinotum är en tvåvingeart som först beskrevs av Edwards 1931.  Gigantodax rufinotum ingår i släktet Gigantodax och familjen knott. Inga underarter finns listade i Catalogue of Life.